# Daniela Donno
Daniela Donno (Lecce, 11 gennaio 1960) è una politica italiana.

## Biografia
Dopo aver conseguito il diploma di maturità tecnica nel 1978, frequenta vari corsi di formazione come operatore informatico, operatore contabile, stenotipista, segretaria. lavora come impiegata in diversi settori.

## Attività politica
Si avvicina all'attivismo politico nel 2007 partecipando da spettatrice e simpatizzante alle riunioni del gruppo civico "MeetUP - Salentini Uniti con Beppe Grillo" di Lecce, diventandone membro nell'anno successivo.
Alle elezioni comunali di Lecce del 2012 è stata candidata alla carica di consigliere comunale per il Movimento 5 Stelle, ma non viene eletta.

### Elezione a senatrice
Nel 2013 viene eletta senatrice della XVII legislatura della Repubblica Italiana nella circoscrizione Puglia per il Movimento 5 Stelle.
Dal 15 maggio 2013 al 19 aprile 2016 ricopre il ruolo di Membro della Commissione permanente per le Politiche dell'Unione Europea. Attualmente ricopre l'incarico di Vicepresidente della Commissione straordinaria per la Tutela e la Promozione dei Diritti Umani e di Membro della Commissione permanente per l'Agricoltura e la Produzione Agroalimentare.
Alle elezioni politiche del 2018 viene ricandidata al Senato della Repubblica per il M5S, dove viene confermata senatrice eletta nella quota proporzionale.
Il 22 giugno abbandona il Movimento iscrivendosi a Insieme per il futuro, soggetto nato da una scissione guidata dal ministro Luigi Di Maio.